# Moshik Roth
Moshik Roth (Haifa, 1971) is een Israëlische chef-kok, sinds 2012 werkzaam in Amsterdam. Hij verkreeg bekendheid in zijn vak door zijn werk als chef-kok in restaurant 't Brouwerskolkje, waarmee hij in de periode 2006-2008 één Michelinster en in de periode 2009-2012 twee Michelinsterren behaalde. Ook het nieuwe restaurant &samhoud places waar hij chef-kok was, kreeg in de Michelingids 2013 twee Michelinsterren. Het restaurant droeg sinds januari 2018 de nieuwe naam &moshik, vernoemd naar Moshik Roth zelf. Begin mei 2020 is het restaurant failliet verklaard. Het zou in de laatste vijf jaar van bestaan vier miljoen euro verlies hebben geleden.

## Als chef
Aanvankelijk werkte Roth in pizzeria's, totdat hij de haute cuisine ontdekte. Met hulp van Jonnie Boer kreeg hij een onbetaalde stageplaats bij restaurant De Zwethheul. Daarna werkte Roth in verschillende Amsterdamse hotels voor hij in 2001 in 't Brouwerskolkje kwam te werken.
Moshik Roth is in Nederland een exponent van de moleculaire gastronomie.
Citaat: Koken is meer dan achter het fornuis staan. Het draait om ideeën, experimenteren en durven. De basis van elk gerecht begint bij een idee. En die ideeën ontstaan op de meest vreemde momenten. Het komt altijd plotseling op. Op plaatsen, waar je het niet zou verwachten. Dat vind ik nou leuk aan koken, daar haal ik mijn uitdagingen vandaan.

## Restaurants
Moshik en Els Roth kochten 't Brouwerskolkje in 2002. Roth sloot dit restaurant op 14 april 2012. Op 15 augustus 2012 begon hij als chef-kok bij &samhoud places, sinds januari genaamd: &moshik.  in Amsterdam. Op 26 november 2012 ontving dit restaurant ook twee Michelinsterren. Het werd in mei 2020 gesloten.

## Persoonlijk
Roth is liberaal joods. Hij vervulde zijn dienstplicht in het Israëlische leger . Een deel van zijn praktijkopleiding deed Roth in een hotel in Eilat, alwaar hij de Nederlandse Els Bethlehem ontmoette. In 1995 vestigde Roth zich in Nederland.